# NGC 4151
NGC 4151 är en intermediär spiralgalax av typen Seyfertgalax med en svag inre ringstruktur, belägen 15,8 Mparsek (52 miljoner ljusår) från solsystemet i stjärnbilden Jakthundarna. Den var en av de sex Seyfertgalaxer som beskrivs i artikeln som definierade termen. Det är en av de galaxer som ligger närmast jorden och som innehåller ett aktivt växande supermassivt svart hål. Det svarta hålet skulle ha en massa i storleksordningen 2,5 miljoner till 30 miljoner solmassor. Det spekulerades i att kärnan kan innehålla ett binärt svart hål, med cirka 40 miljoner respektive cirka 10 miljoner solmassor, som kretsar runt den med en period på 15,8 år. Detta är dock fortfarande (2012) en fråga under aktiv debatt.
Vissa astronomer ger den smeknamnet "Saurons öga" på grund av dess utseende.
NGC 4151 är medlem i en grupp av 9 galaxer känd som NGC 4151-gruppen. NGC 4151-gruppen är en del av Stora Björnmolnet, som är en del av Virgosuperhopen.

## Supernova
En supernova har observerats i NGC 4151, SN 2018aoq (Typ II-P, magnitud 15,3).

## Röntgenkälla

NGC 4151, optiska data (gul), radioobservationer (röd) och röntgenbandet (blå).

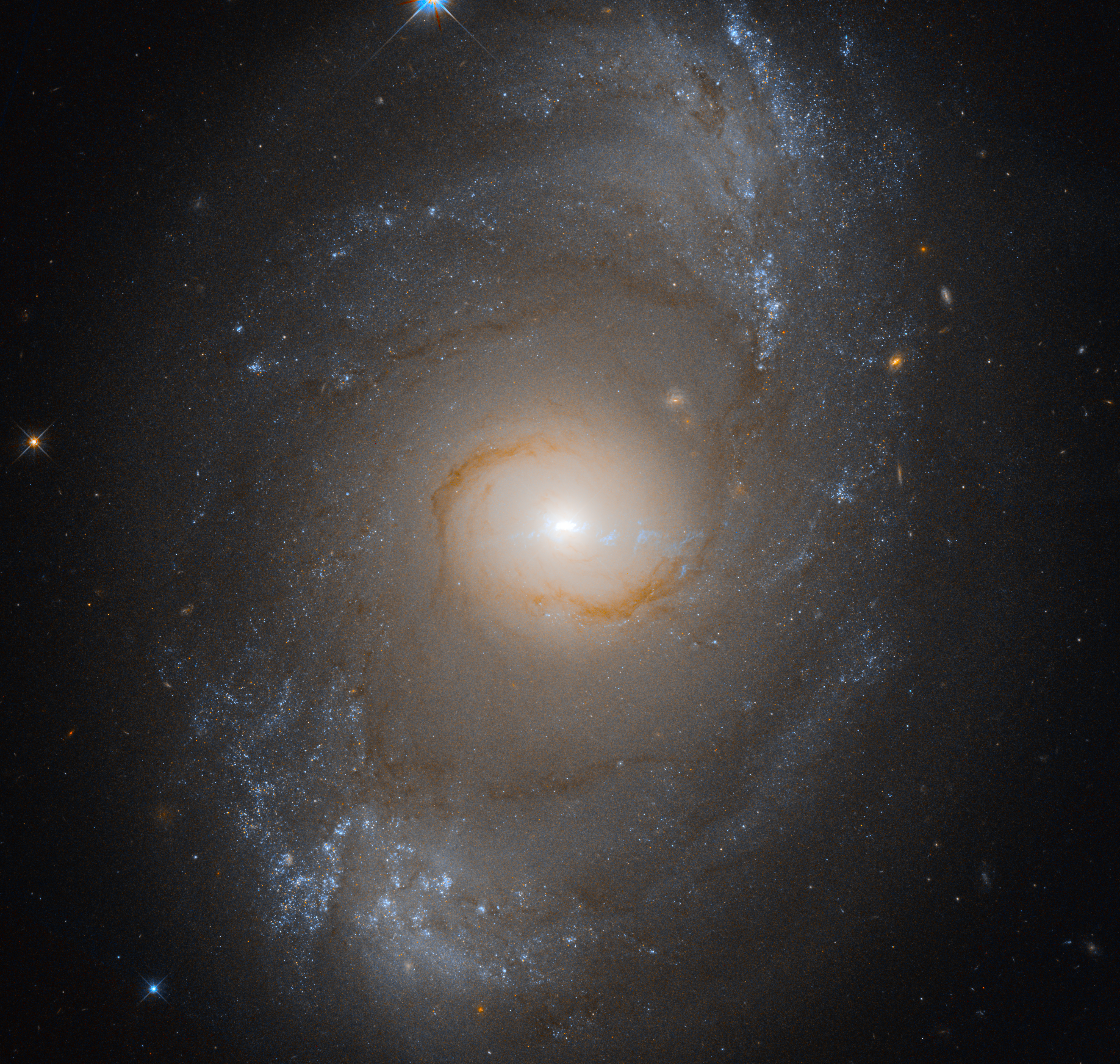
NGC 4151, avbildad med Hubbleteleskopet (WFC3).

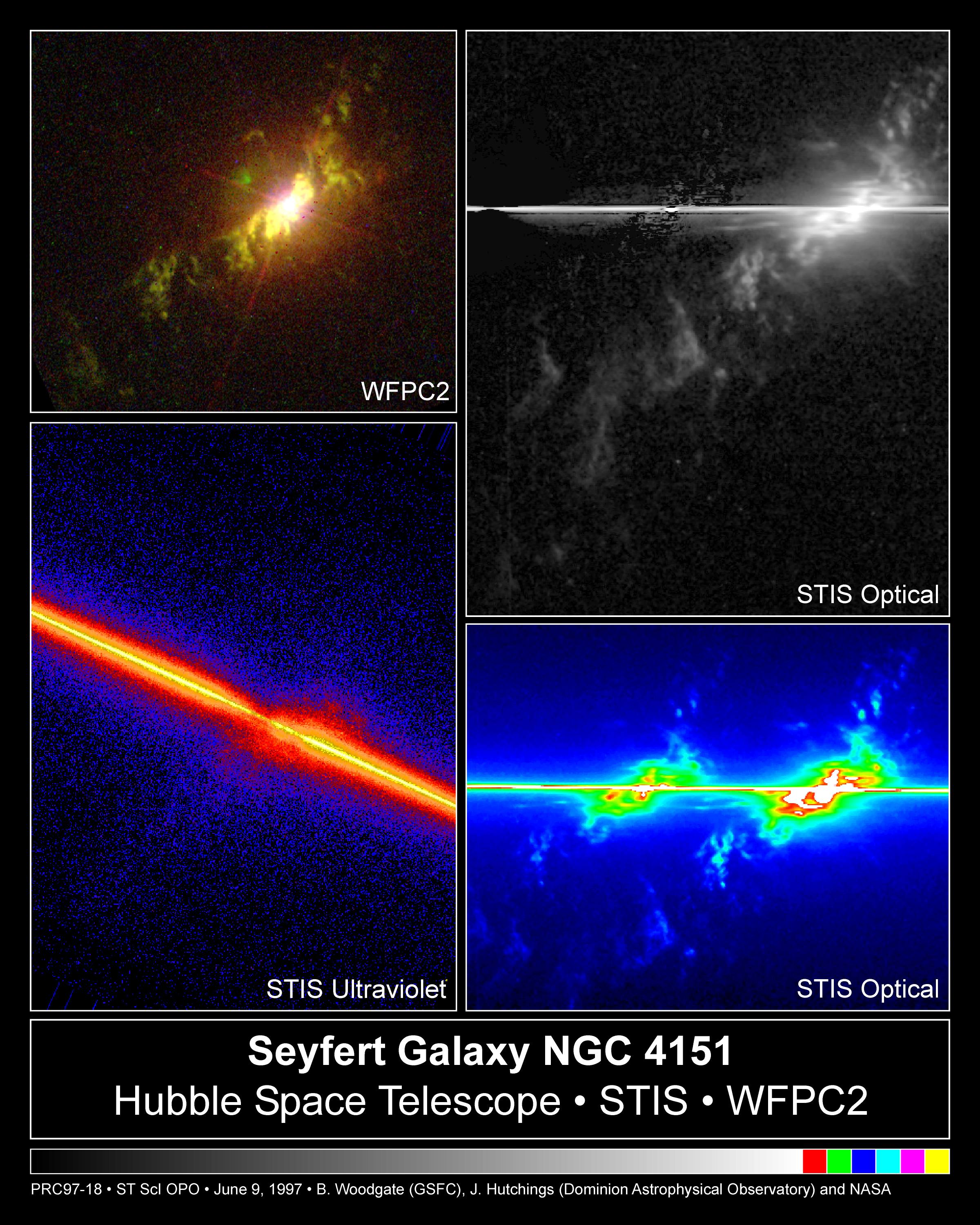
Optiska och ultravioletta bilder av det svarta hålet i centrum av NGC 4151

Röntgenemission från NGC 4151 observerades tydligt först den 24 december 1970 med röntgenobservationssatelliten Uhuru, även om observationen sträckte sig över en error-box på 0,56 kvadratgrader och det råder en viss oeninghet om huruvida UHURU kanske inte observerade BL Lacertae-objektet 1E 1207.9 +3945, vilket ligger inuti deras error-box – den senare HEAO 1 detekterade en röntgenkälla för NGC 4151 vid 1H 1210+393, vilket sammanföll med kärnans optiska position och utanför Uhurus error-box.
För att förklara röntgenemissionen har två olika möjligheter föreslagits:
- Strålningen från material som föll på det centrala svarta hålet (som växte mycket snabbare för cirka 25 000 år sedan) var så stark att den skalade bort elektroner från atomerna i gasen i sin väg, och sedan rekombinerades elektronerna med dessa joniserade atomer.
- Energin som frigörs av material som strömmar in i det svarta hålet i en ackretionsskiva skapade ett kraftigt utflöde av gas från skivans yta, vilket direkt värmde upp gasen i dess väg till röntgenemitterande temperaturer.